# Феофан I
Феофан I (греч. Θεοφάνης Α; XVI век, Афины — 1597, Константинополь) — патриарх Константинопольский, занимавший пост патриарха на протяжении семи месяцев (август 1596 — февраль 1597).
Предшественником патриарха Феофана I был патриарх Гавриил I, а его преемником был патриарх Мелетий Пигас.

## Биография
Феофан I родился в Афинах и был потомком рода знатного рода Карикисов. Феофан учился в Падуе у епископа Кифиры Максима Маргуниоса.
В 1585 году избран митрополитом Пловдивским.
В 1592 году назначен митрополитом Афинским. В этом качестве митрополит Феофан принимал участие в Константинопольском соборе 1593 года, утвердившем создание Московского Патриархата.
В 1596 году избран патриархом Константинопольским. Патриарх Феофан занимал этот пост всего около шести месяцев, после чего ушёл на покой по состоянию здоровья.
Патриарх Феофан I скончался в марте 1597 года спустя три недели после своего ухода из сана патриарха.